# Sibunag
Sibunag is een gemeente in de Filipijnse provincie Guimaras. Bij de laatste census in 2007 had de gemeente bijna 18 duizend inwoners.

## Geografie

### Bestuurlijke indeling
Sibunag is onderverdeeld in de volgende 14 barangays:
| - Alegria - Ayangan - Bubog - Concordia - Dasal - Inampologan - Maabay | - Millan - Oracon - Ravina - Sabang - San Isidro - Sebaste - Tanglad |

## Demografie
Sibunag had bij de census van 2007 een inwoneraantal van 17.552 mensen. Dit zijn 2.552 mensen (12,7%) minder dan bij de vorige census van 2000. De gemiddelde jaarlijkse groei komt daarmee uit op -1,86%, hetgeen geheel anders is dan het landelijk jaarlijks gemiddelde over deze periode (2,04%).